# Garrard County
Garrard County ist ein County im Bundesstaat Kentucky der Vereinigten Staaten von Amerika. Das U.S. Census Bureau hat bei der Volkszählung 2020 eine Einwohnerzahl von 16.953 ermittelt.
Der Verwaltungssitz (County Seat) ist Lancaster, das nach der gleichnamigen Stadt in Pennsylvania benannt wurde. Das County gehört zu den Dry Countys, was bedeutet, dass der Verkauf von Alkohol eingeschränkt oder verboten ist.

## Geographie
Das County liegt östlich des geographischen Zentrums von Kentucky und hat eine Fläche von 606 Quadratkilometern, wovon sieben Quadratkilometer Wasserfläche sind.
Es grenzt im Uhrzeigersinn an folgende Countys: Jessamine County, Madison County, Rockcastle County, Lincoln County, Boyle County und Mercer County.

## Geschichte

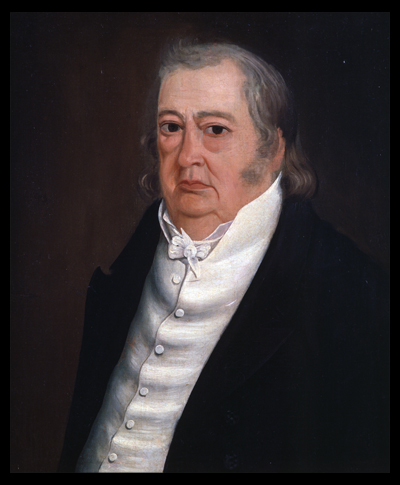
James Garrard

Garrard County wurde am 17. Dezember 1796 aus Teilen des Lincoln County, Madison County und des Mercer County gebildet. Benannt wurde es nach dem Gouverneur James Garrard.
Harriet Beecher Stowe, die Autorin von Onkel Toms Hütte besuchte das Kennedy-Anwesen im Garrard County um Material für ihr Buch zu sammeln. Die ehemalige Hütte lag etwas abseits und wurde 1926 zerstört. Später planten die offiziellen Stellen des Countys auf dem Landsitz von Gouverneur William Owsley die Hütte wieder zu errichten.
66 Bauwerke und Stätten des Countys sind im National Register of Historic Places eingetragen (Stand 1. Oktober 2017).

## Demografische Daten

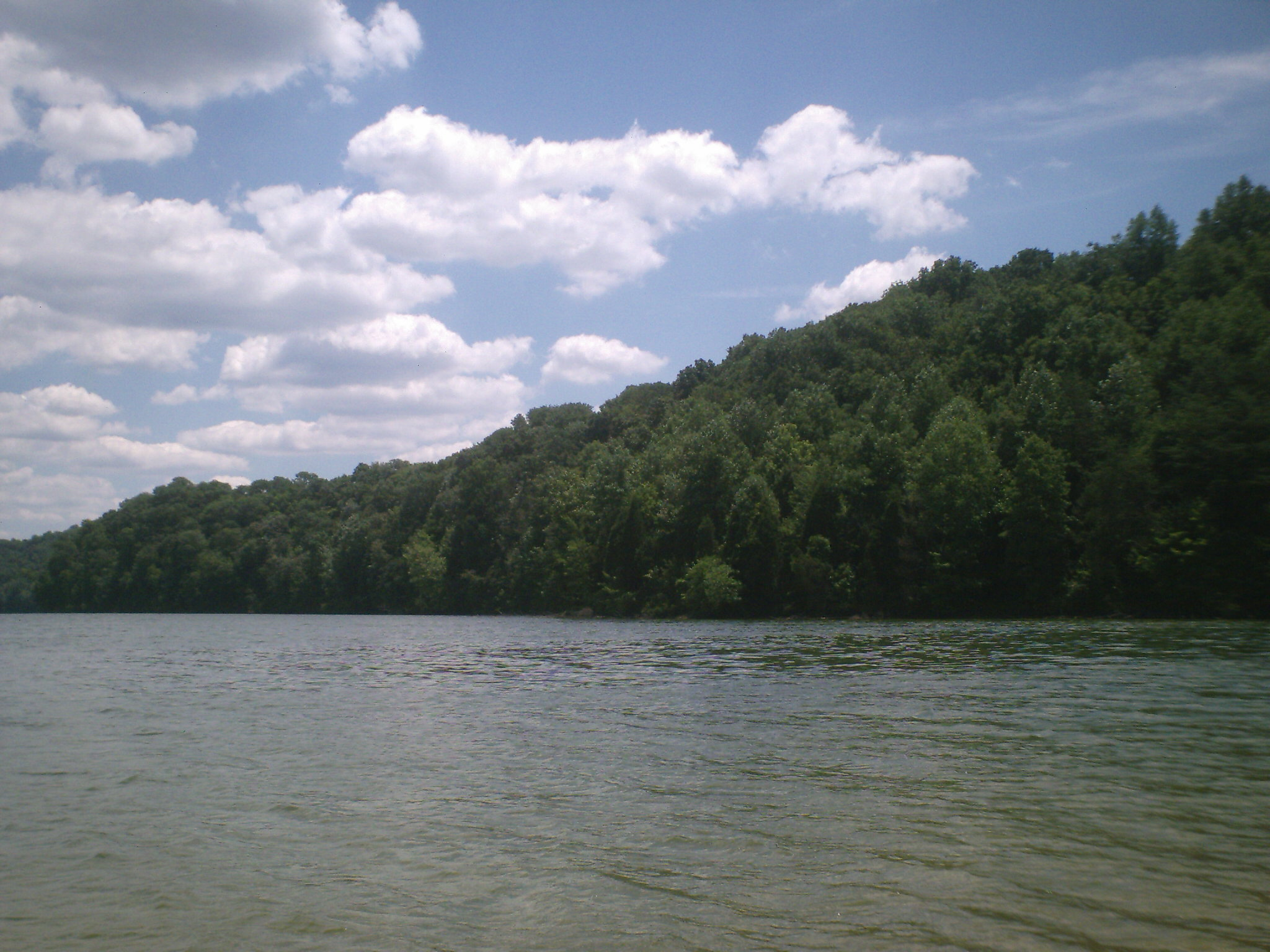
Der Herrington Lake

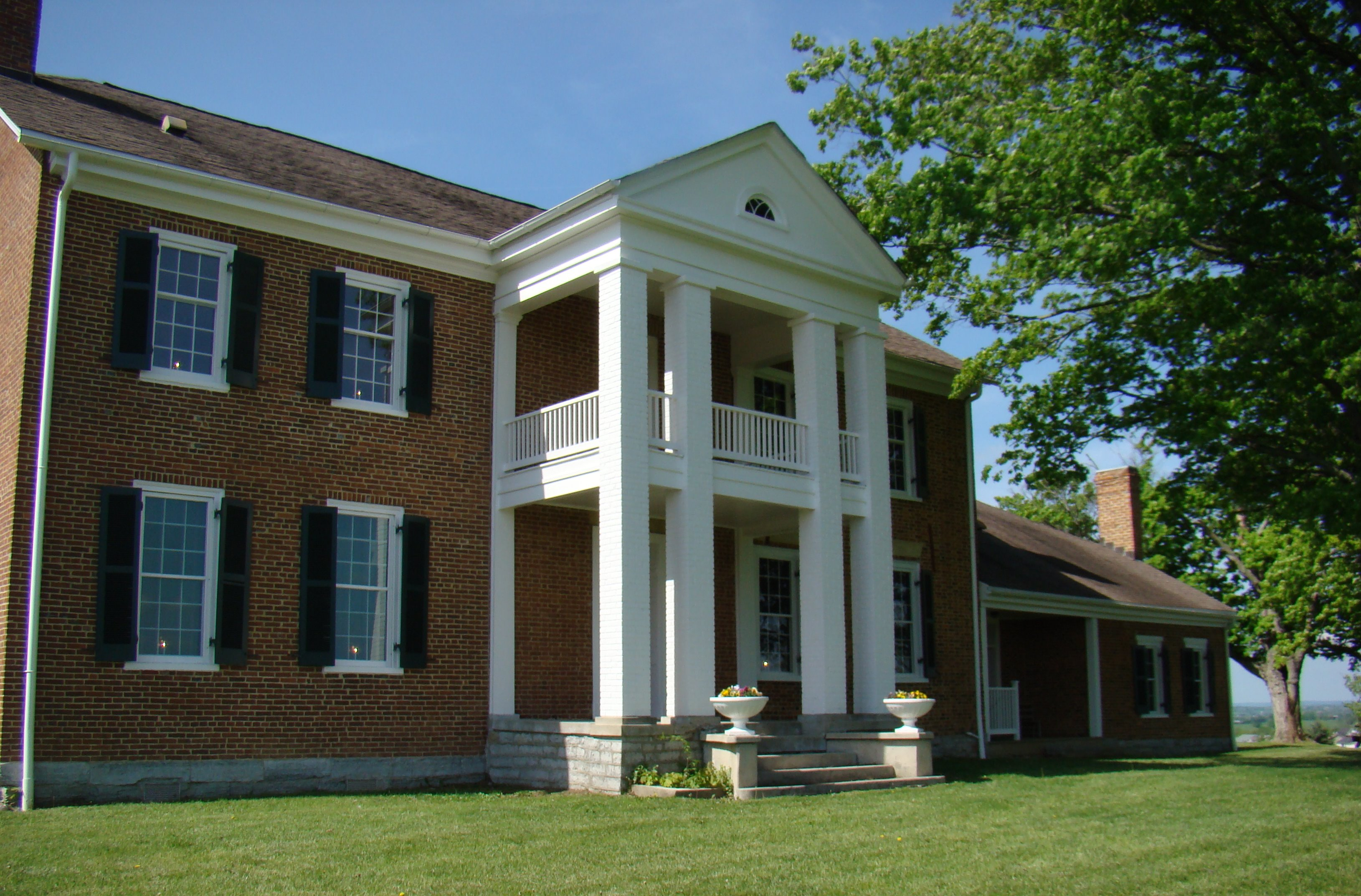
Governor William Owsley House, gelistet im NRHP

Nach der Volkszählung im Jahr 2000 lebten im Garrard County 14.792 Menschen in 5.741 Haushalten und 4.334 Familien. Die Bevölkerungsdichte betrug 25 Einwohner pro Quadratkilometer. Ethnisch betrachtet setzte sich die Bevölkerung zusammen aus 95,75 Prozent Weißen, 3,06 Prozent Afroamerikanern, 0,13 Prozent amerikanischen Ureinwohnern, 0,04 Prozent Asiaten und 0,43 Prozent aus anderen ethnischen Gruppen; 0,59 Prozent stammten von zwei oder mehr Ethnien ab. 1,32 Prozent der Bevölkerung waren spanischer oder lateinamerikanischer Abstammung.
Von den 5.741 Haushalten hatten 33,4 Prozent Kinder und Jugendliche unter 18 Jahre, die bei ihnen lebten. 62,6 Prozent waren verheiratete, zusammenlebende Paare, 9,4 Prozent waren allein erziehende Mütter, 24,5 Prozent waren keine Familien, 21,1 Prozent waren Singlehaushalte und in 9,5 Prozent lebten Menschen im Alter von 65 Jahren oder darüber. Die Durchschnittshaushaltsgröße betrug 2,56 und die durchschnittliche Familiengröße lag bei 2,95 Personen.
Auf das gesamte County bezogen setzte sich die Bevölkerung zusammen aus 24,4 Prozent Einwohnern unter 18 Jahren, 8,1 Prozent zwischen 18 und 24 Jahren, 30,9 Prozent zwischen 25 und 44 Jahren, 23,6 Prozent zwischen 45 und 64 Jahren und 13,0 Prozent waren 65 Jahre alt oder darüber. Das Durchschnittsalter betrug 37 Jahre. Auf 100 weibliche Personen kamen 96,8 männliche Personen. Auf 100 Frauen im Alter von 18 Jahren alt oder darüber kamen statistisch 93,0 Männer.
Das jährliche Durchschnittseinkommen eines Haushalts betrug 34.284 USD, das Durchschnittseinkommen der Familien betrug 41.250 USD. Männer hatten ein Durchschnittseinkommen von 30.989 USD, Frauen 21.856 USD. Das Prokopfeinkommen betrug 16.915 USD. 11,6 Prozent der Familien und 14,7 Prozent der Bevölkerung lebten unterhalb der Armutsgrenze. Davon waren 19,1 Prozent Kinder oder Jugendliche unter 18 Jahre und 17,0 Prozent waren Menschen über 65 Jahre.

## Orte im County
- Bourne
- Bryantsville
- Buckeye
- Buena Vista
- Cartersville
- Davistown
- Hackley
- Hyattsville
- Judson
- Lancaster
- Lowell
- Manse
- Marcellus
- Marksbury
- McCreary
- Nina
- Paint Lick
- Point Leavell
- Stone
- Teatersville
- Three Forks
- Toddville
- White Oak